# Bernardyn z Feltre
Bernardyn z Feltre (ur. 1431 w Feltre, zm. 28 września 1494) – włoski prawnik, notariusz, kaznodzieja i franciszkanin (OFM), błogosławiony Kościoła katolickiego.
Po ukończeniu studiów prawniczych w Pawii został notariuszem w rodzinnym mieście. W 1456 wstąpił do Zakonu Braci Mniejszych. Po ukończeniu studiów teologicznych otrzymał sakrament święceń (ok. 1462), a w 1469 powierzono mu obowiązki kaznodziei.
Głosił płomienne kazania, przemierzając tereny dzisiejszych Włoch, zachęcając do pobożności wobec Eucharystii oraz imienia Jezus. Nawoływał do zachowania pokoju, zakładał bractwa, zwalczał lichwę i merkantylizm żydowski. Zakładał banki pobożne (montes pietatis), które zubożałym wiernym udzielały nieoprocentowanych kredytów.
Brat Bernardyn zmarł w Pawii 28 września 1494 roku. 
Jego wspomnienie liturgiczne w Kościele katolickim obchodzone jest w dies natalis (28 września).